# 項鱗樸麗魚
項鱗樸麗魚，為輻鰭魚綱鱸形目隆頭魚亞目慈鯛科的其中一種，分布於非洲維多利亞湖、尼羅河上游流域，體長可達11.3公分，棲息在中底層水域，屬草食性，生活習性不明。

## 擴展閱讀
維基物種上的相關：項鱗樸麗魚